# Barnby Moor
 (août 2023).
Pour les articles homonymes, voir Barnby.
Barnby Moor est une paroisse civile et un village du Nottinghamshire, en Angleterre.